# RED SHADOW 赤影
『RED SHADOW 赤影』（レッドシャドー あかかげ）は、2001年8月11日に公開された日本映画。配給元の東映創立50周年記念作品として製作された。監督は中野裕之、主演は安藤政信。

## 概要
横山光輝の人気忍者漫画である『仮面の忍者 赤影』を原作としているが、原作における赤影のトレードマークであった「仮面」を廃するなど大胆なアレンジが施され、特殊効果を駆使した現代風アクション時代劇となっている。
またタイアップ企画として、漫画版が加倉井ミサイル執筆で月刊エースネクストにて連載された。
本作が2016年3月に時代劇専門チャンネルで放送される際に、同チャンネルで事前に放送された番宣CMでは、本作を『仮面の忍者 赤影』の前日譚である事を位置付ける旨のアナウンスが為された（詳細については不明）。

## ストーリー
1545年、世は戦国時代。家来が主君をしのぎ、倒す下剋上が頻発し、戦国大名達は激しい戦を繰り返して天下取りに明け暮れていた。
彼らに仕える忍者の中に“影一族”と呼ばれる忍者集団があった。彼らは戦国大名・東郷秀信に仕え、天下統一のためにあらゆる任務を忠実にこなしながら“無敵の鋼”と呼ばれるいかなる物質よりも高い強度を誇る金属で武器と防具を作り、不思議な忍術を会得していた。しかし永い時を経てその“無敵の鋼”は散逸して術を使える者も次第に減り、影一族の正当な後継者は頭領である白影の下に残る赤影、青影、飛鳥の三人の若者を残すのみとなっていた。そして東郷へも「光ある平和な世界の為に影となって働く」という一族に代々伝わる教訓との間に大きな隔たりを感じ、赤影たちの心にはいつしか迷いが生まれはじめていたのだった。

## キャスト
- 赤影 - 安藤政信／（少年時代：小野賢章）
- 琴姫 - 奥菜恵
- 飛鳥 - 麻生久美子
- 青影 - 村上淳／（少年時代：竪山隼太）
- 白影 - 竹中直人
- 乱丸 - 藤井フミヤ
- 力丸 - 舞の海秀平
- おりん - 篠原涼子
- 老師 - 谷啓
- 長老 - きたろう
- 京極兼光  - 神山繁
- 東郷秀信 - 津川雅彦
- 上条高虎 - 松重豊
- 凡野兵衛 - でんでん
- 野武士の頭領 - 越前屋俵太
- 不動 - ピエール瀧
- 金剛 - スティーヴ・エトウ
- オリガ - アリーナ・カバエワ
- 三日月 - 中田大輔
- 六角直正 - 風間杜夫（友情出演）
- 風祭龍之介 - 布袋寅泰（友情出演）
- 半月 - 吹越満（友情出演）
- 善さん - 椎名桔平（友情出演）
- 根来弦斎  - 根津甚八
- 竹之内基章 - 陣内孝則
- 笹井一磨 - 福本清三
- 戦車の郎党 - 田中要次
- 医者 - 矢沢幸治
- 東郷源八郎 - 高岡蒼佑
- 剣を持つ男 - 照英
- 倉庫の見張り - 森雪之丞
- 戦車を操縦する男 - 高橋祐爾

## スタッフ
- 監督：中野裕之
- 原作：横山光輝『仮面の忍者 赤影』
- 脚本：斉藤ひろし、木村雅俊
- 主題歌：布袋寅泰「WAR DANCE」「RED SHADOW 赤影～愛のテーマ」
- 製作者：佐藤雅夫、江川信也、芳賀吉孝、キム・スンブム
- プロデューサー： 中山正久、赤井淳司、菅野賢司、ヤン・シオン、兵頭秀樹
- 企画：遠藤茂行、厨子稔雄、大川裕、遠谷信幸
- 撮影：山本英夫
- 音楽：岸利至
- 音楽プロデューサー：北神行雄、津島玄一
- 美術：内藤昭、内田欣哉
- 編集：中野裕之、米田武朗
- 録音：立石良二
- 特殊効果・操演：羽鳥博幸、宇田川幸夫
- 衣装：江木良彦
- コスチュームデザイン原案：北村信彦（ヒステリック・グラマー）
- 擬斗：菅原俊夫、諸鍛冶裕太
- スタント&アクション：ジャパンアクションエンタープライズ
- ビジュアルエフェクト：マックレイラボラトリー、ガレージフィルム 山本浩、梶原伸博
- 製作：「RED SHADOW 赤影」製作委員会（東映、角川書店、h.m.p、TUBE ENTERTAINMENT、電通、東映ビデオ）
- 配給：東映

## 興行成績
公開当時、東映映画営業部門担当常務取締役だった岡田裕介は「"東映創立50周年記念作品"と冠を付けた本作、『ホタル』『劇場版 仮面ライダーアギト PROJECT G4』『千年の恋 ひかる源氏物語』の4本のうち、コケたのは仮面ライダーだけで、後の3本はヒットしました。3勝1敗です」などと述べている。